# Iggesund
Iggesund is een plaats in de gemeente Hudiksvall in het landschap Hälsingland en de provincie Gävleborgs län in Zweden. De plaats heeft 3398 inwoners (2005) en een oppervlakte van 421 hectare. De plaats ligt aan de Botnische Golf, circa 10 kilometer ten zuiden van de stad Hudiksvall.